# 九龍巴士263R線
已停辦的空調巴士旅遊路線263R，由九巴營辦，來往屯門市中心及沙田火車站，主要是方便屯門居民前往沙田購物。
本線是繼868線後第二條來往屯門區及沙田區的專利巴士路線，也是沙田區及城門隧道第二條來往新界西北的專利巴士路線，同時亦是城門隧道首條全空調專利巴士路線。

## 歷史
來往屯門及沙田的巴士路線，早在1980年代末期的路線發展計劃中出現過，當時建議開辦63X線往返屯門市中心及沙田圍，準備在城門隧道及五號幹線（現為九號幹線石圍角至荃景圍段）建成後開辦；但城隧通車後，計劃並未有立即實行（而63X這編號亦於1998年被來往天慈邨及佐敦道碼頭的新線採用），最終此路線於1991年6月30日以假日路線形式開辦。
- 1991年6月30日：本線投入服務，當時來往屯門市中心及沙田市中心，只在假日服務。
- 1996年12月20日：沙田總站遷往沙田火車站，以騰出月台予新路線283使用。
- 2002年5月12日：延長服務時間。[1]
- 2002年7月28日：提升至每天服務，編號更改為263，來回程改經荃灣路、德士古道及德士古道北，並調低全程及分段收費。

## 服務時間及班次
星期日及公眾假期：
- 屯門市中心開：07:30-22:10，16-25分鐘一班
- 沙田火車站開：08:20-23:00，16-25分鐘一班

## 收費表
全程收費：$16.8
- 荃景圍天橋往沙田火車站：$11.8
- 城門隧道轉車站往沙田火車站：$3.0
- 城門隧道轉車站往屯門市中心：$14.1
- 過城門隧道後往屯門市中心：$11.8

## 行車路線
此路線的官方全程行車里數為28.8公里，行車時間約為45分鐘。（平均行車時速約為38.4公里）

屯門市中心開經：屯門鄉事會路、屯興路、屯門公路、青山公路－荃灣段、城門道、西樓角路、蕙荃路、荃錦交匯處、象鼻山路、城門隧道、城門隧道公路、大埔公路－沙田段、沙田鄉事會路及沙田車站圍。
沙田火車站經：沙田車站圍、沙田鄉事會路、大埔公路－沙田段、城門隧道公路、城門隧道、象鼻山路、荃錦交匯處、惠荃路、西樓角路、城門道、青山公路－荃灣段、屯門公路、屯喜路及屯匯街。
| 屯門市中心開 | 屯門市中心開       | 屯門市中心開             | 沙田火車站開 | 沙田火車站開       | 沙田火車站開             |
| 序號         | 車站名稱           | 位置                     | 序號         | 車站名稱           | 位置                     |
| ------------ | ------------------ | ------------------------ | ------------ | ------------------ | ------------------------ |
| 1            | 屯門市中心巴士總站 | 屯門市中心公共交通交匯處 | 1            | 沙田火車站巴士總站 | 沙田站公共運輸交匯處     |
| 2            | 荃景圍天橋         | 青山公路－荃灣段         | 2            | 眾安街             | 青山公路－荃灣段         |
| 3            | 愉景新城           | 青山公路－荃灣段         | 3            | 富華街             | 青山公路－荃灣段         |
| 4            | 荃灣站             | 青山公路－荃灣段         | 4            | 荃景圍天橋         | 青山公路－荃灣段         |
| 5            | 沙田火車站巴士總站 | 沙田站公共運輸交匯處     | 5            | 屯門市中心巴士總站 | 屯門市中心公共交通交匯處 |